# FA Cup 1954-55

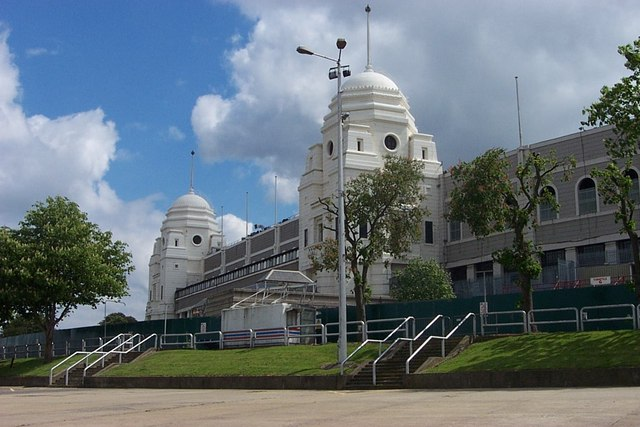
La final se disputó en el estadio de Wembley.

La FA Cup 1954-55 fue la septuagésimo cuarta edición de la competición copera más antigua del mundo, la Football Association Challenge Cup, conocida como FA Cup. El Newcastle United se proclamó campeón tras vencer al Manchester City por 3-1 en la final, disputada en el estadio de Wembley, Londres.
Los primeros partidos de cada ronda se disputaron en el estadio del equipo que actuaba como local siempre un sábado. Sin embargo, se tuvo que cambiar la fecha original, ya que algunos equipos tenían compromisos en otras competiciones o bien a causa de las condiciones meteorológicas. Si el resultado seguía igualado tras los noventa minutos oficiales, se disputaría un partido de repetición en el estadio del conjunto que había jugado como visitante en el primer encuentro. Si el empate persistía, se jugarían en un estadio neutral todas las repeticiones necesarias para decidir un ganador. No obstante, en estos encuentros de repetición, aparte de los noventa minutos reglamentarios, se disputaba una prórroga si el marcador estaba empatado.

## Calendario
| Ronda                        | Fecha                    |
| ---------------------------- | ------------------------ |
| Ronda preliminar             | 11 de septiembre de 1954 |
| Primera ronda clasificatoria | 25 de septiembre de 1954 |
| Segunda ronda clasificatoria | 9 de octubre de 1954     |
| Tercera ronda clasificatoria | 23 de octubre de 1954    |
| Cuarta ronda clasificatoria  | 6 de noviembre de 1954   |
| Primera ronda                | 20 de noviembre de 1954  |
| Segunda ronda                | 11 de diciembre de 1954  |
| Tercera ronda                | 8 de enero de 1955       |
| Cuarta ronda                 | 29 de enero de 1955      |
| Quinta ronda                 | 19 de febrero de 1955    |
| Sexta ronda                  | 12 de marzo de 1955      |
| Semifinales                  | 26 de marzo de 1955      |
| Final                        | 7 de mayo de 1955        |

## Resultados

### Primera ronda
En esta ronda de la competición, los equipos de la Third Division North y la Third Division South se unieron a los 32 equipos no pertenecientes a la Football League que habían superado las rondas clasificatorias. La fecha fijada para la disputa de estos encuentros fue el sábado 20 de noviembre de 1954. Siete partidos acabaron en empate, por lo que se necesitó un partido —dos, en uno de los casos— de repetición para decidir el ganador de estas eliminatorias.
| Encuentro          | Equipo local           | Resultado | Equipo visitante              | Fecha                   | Asistencia | Notas             |
| ------------------ | ---------------------- | --------- | ----------------------------- | ----------------------- | ---------- | ----------------- |
| 1                  | Barnet                 | 1–4       | Southampton                   | 20 de noviembre de 1954 | 5 800      | [ 1 ]             |
| 2                  | Barrow                 | 1–1       | Darlington                    | 20 de noviembre de 1954 |            |                   |
| Repetición         | Darlington             | 2–1       | Barrow                        | 24 de noviembre de 1954 |            |                   |
| 3                  | Bristol City           | 1–2       | Southend United               | 20 de noviembre de 1954 | —          | [ 2 ]             |
| 4                  | Dorchester Town        | 2–0       | Bedford Town                  | 20 de noviembre de 1954 |            |                   |
| 5                  | Reading                | 3–3       | Colchester United             | 20 de noviembre de 1954 | —          | [ 3 ]             |
| Repetición         | Colchester United      | 1–2       | Reading                       | 25 de noviembre de 1954 | —          | [ 4 ]             |
| 6                  | Walsall                | 5–2       | Shrewsbury Town               | 20 de noviembre de 1954 | —          | [ 5 ]             |
| 7                  | Gillingham             | 2–0       | Newport County                | 20 de noviembre de 1954 | —          | [ 6 ]             |
| 8                  | Grimsby Town           | 2–1       | Halifax Town                  | 20 de noviembre de 1954 |            |                   |
| 9                  | Swindon Town           | 0–2       | Crystal Palace                | 20 de noviembre de 1954 |            | [ 7 ]             |
| 10                 | Bishop Auckland        | 5–1       | Kettering Town                | 20 de noviembre de 1954 |            |                   |
| 11                 | Tranmere Rovers        | 3–3       | Rochdale                      | 20 de noviembre de 1954 | —          | [ 8 ]             |
| Repetición         | Rochdale               | 1–0       | Tranmere Rovers               | 23 de noviembre de 1954 | —          | [ 9 ]             |
| 12                 | Stockport County       | 0–1       | Carlisle United               | 20 de noviembre de 1954 | —          | [ 10 ]            |
| 13                 | Queens Park Rangers    | 2–2       | Walthamstow Avenue            | 20 de noviembre de 1954 | —          | [ 11 ]            |
| Repetición         | Walthamstow Avenue     | 2–2       | Queens Park Rangers           | 25 de noviembre de 1954 | —          | [ 12 ]            |
| Segunda repetición | Queens Park Rangers    | 0–4       | Walthamstow Avenue            | 29 de noviembre de 1954 | —          | [ nota 1 ] [ 13 ] |
| 14                 | Accrington Stanley     | 7–1       | Creswell Colliery             | 20 de noviembre de 1954 |            |                   |
| 15                 | Barnsley               | 3–2       | Wigan Athletic                | 20 de noviembre de 1954 | —          | [ 14 ]            |
| 16                 | Brentford              | 2–1       | Nuneaton Borough              | 20 de noviembre de 1954 | —          | [ 15 ]            |
| 17                 | Crook Town             | 5–3       | Stanley United                | 20 de noviembre de 1954 |            |                   |
| 18                 | Northampton Town       | 0–1       | Coventry City                 | 20 de noviembre de 1954 | 14 680     | [ 16 ]            |
| 19                 | Brighton & Hove Albion | 5–0       | Tunbridge Wells United        | 20 de noviembre de 1954 | —          | [ 17 ]            |
| 20                 | Norwich City           | 4–2       | Headington United             | 20 de noviembre de 1954 | —          | [ 18 ]            |
| 21                 | Bradford City          | 3–1       | Mansfield Town                | 20 de noviembre de 1954 | —          | [ 19 ]            |
| 22                 | Millwall               | 3–2       | Exeter City                   | 20 de noviembre de 1954 | —          | [ 20 ]            |
| 23                 | Oldham Athletic        | 1–0       | Crewe Alexandra               | 20 de noviembre de 1954 | —          | [ 21 ]            |
| 24                 | Frome Town             | 0–3       | Leyton Orient                 | 20 de noviembre de 1954 | —          | [ 22 ]            |
| 25                 | Bradford Park Avenue   | 2–0       | Southport                     | 20 de noviembre de 1954 |            |                   |
| 26                 | Hartlepools United     | 1–0       | Chesterfield                  | 20 de noviembre de 1954 | —          | [ 23 ]            |
| 27                 | Selby Town             | 2–1       | Rhyl                          | 20 de noviembre de 1954 |            |                   |
| 28                 | Torquay United         | 4–0       | Cambridge United              | 20 de noviembre de 1954 | —          | [ 24 ]            |
| 29                 | Workington             | 5–1       | Hyde United                   | 20 de noviembre de 1954 |            |                   |
| 30                 | York City              | 3–2       | Scarborough                   | 20 de noviembre de 1954 | —          | [ 25 ]            |
| 31                 | Netherfield            | 3–3       | Wrexham                       | 20 de noviembre de 1954 |            |                   |
| Repetición         | Wrexham                | 4–0       | Netherfield                   | 24 de noviembre de 1954 |            |                   |
| 32                 | Aldershot              | 3–1       | Chelmsford City               | 20 de noviembre de 1954 |            |                   |
| 33                 | Horden CW              | 0–1       | Scunthorpe United             | 20 de noviembre de 1954 | —          | [ 26 ]            |
| 34                 | Gateshead              | 6–0       | Chester                       | 20 de noviembre de 1954 |            |                   |
| 35                 | Hounslow Town          | 2–4       | Hastings United               | 20 de noviembre de 1954 |            |                   |
| 36                 | Boston United          | 1–1       | Blyth Spartans                | 20 de noviembre de 1954 |            |                   |
| Repetición         | Blyth Spartans         | 5–4       | Boston United                 | 24 de noviembre de 1954 |            |                   |
| 37                 | Merthyr Tydfil         | 1–1       | Wellington Town               | 20 de noviembre de 1954 |            |                   |
| Repetición         | Wellington Town        | 1–6       | Merthyr Tydfil                | 24 de noviembre de 1954 |            |                   |
| 38                 | Hinckley Athletic      | 4–3       | Newport F.C. (Isla de Wright) | 20 de noviembre de 1954 |            |                   |
| 39                 | Barnstaple Town        | 1–4       | Bournemouth                   | 20 de noviembre de 1954 | —          | [ 27 ]            |
| 40                 | Corby Town             | 0–2       | Watford                       | 20 de noviembre de 1954 | —          | [ 28 ]            |

### Segunda ronda
Los partidos correspondientes a esta ronda se jugaron el sábado 11 de diciembre de 1954. Las repeticiones de las cuatro eliminatorias que necesitaron de ellas se llevaron a cabo una semana más tarde.
| Encuentro  | Equipo local           | Resultado | Equipo visitante       | Fecha                   | Asistencia | Notas  |
| ---------- | ---------------------- | --------- | ---------------------- | ----------------------- | ---------- | ------ |
| 1          | Bournemouth            | 1–0       | Oldham Athletic        | 11 de diciembre de 1954 |            | [ 29 ] |
| 2          | Dorchester Town        | 2–5       | York City              | 11 de diciembre de 1954 | —          | [ 30 ] |
| 3          | Rochdale               | 2–1       | Hinckley Athletic      | 11 de diciembre de 1954 | —          | [ 31 ] |
| 4          | Gillingham             | 1–1       | Reading                | 11 de diciembre de 1954 |            | [ 32 ] |
| Repetición | Reading                | 5–3       | Gillingham             | 13 de diciembre de 1954 | —          | [ 33 ] |
| 5          | Grimsby Town           | 4–1       | Southampton            | 11 de diciembre de 1954 | 10 075     | [ 34 ] |
| 6          | Wrexham                | 1–2       | Walsall                | 11 de diciembre de 1954 | —          | [ 35 ] |
| 7          | Brentford              | 4–1       | Crook Town             | 11 de diciembre de 1954 | —          | [ 36 ] |
| 8          | Coventry City          | 4–0       | Scunthorpe United      | 11 de diciembre de 1954 | 21 333     | [ 37 ] |
| 9          | Norwich City           | 0–0       | Brighton & Hove Albion | 11 de diciembre de 1954 | —          | [ 38 ] |
| Repetición | Brighton & Hove Albion | 5–1       | Norwich City           | 15 de diciembre de 1954 | —          | [ 39 ] |
| 10         | Bradford City          | 7–1       | Merthyr Tydfil         | 11 de diciembre de 1954 | —          | [ 40 ] |
| 11         | Millwall               | 3–2       | Accrington Stanley     | 11 de diciembre de 1954 | —          | [ 41 ] |
| 12         | Carlisle United        | 2–2       | Watford                | 11 de diciembre de 1954 | —          | [ 42 ] |
| Repetición | Watford                | 4–1       | Carlisle United        | 15 de diciembre de 1954 | —          | [ 43 ] |
| 13         | Crystal Palace         | 2–4       | Bishop Auckland        | 11 de diciembre de 1954 |            | [ 44 ] |
| 14         | Bradford Park Avenue   | 2–3       | Southend United        | 11 de diciembre de 1954 | —          | [ 45 ] |
| 15         | Hartlepools United     | 4–0       | Aldershot              | 11 de diciembre de 1954 | —          | [ 46 ] |
| 16         | Blyth Spartans         | 1–3       | Torquay United         | 11 de diciembre de 1954 | —          | [ 47 ] |
| 17         | Selby Town             | 0–2       | Hastings United        | 11 de diciembre de 1954 |            |        |
| 18         | Walthamstow Avenue     | 0–3       | Darlington             | 11 de diciembre de 1954 |            |        |
| 19         | Gateshead              | 3–3       | Barnsley               | 11 de diciembre de 1954 | —          | [ 48 ] |
| Repetición | Barnsley               | 0–1       | Gateshead              | 16 de diciembre de 1954 | —          | [ 49 ] |
| 20         | Leyton Orient          | 0–1       | Workington             | 11 de diciembre de 1954 | —          | [ 50 ] |

### Tercera ronda
Esta ronda fue la primera en la que participaron los 44 equipos participantes en la Football League First Division y en la Second Division, las dos categorías de mayor nivel del fútbol inglés. La fecha para la disputa de los partidos fue el sábado 8 de enero de 1955. Diez partidos acabaron en empate, por lo que el equipo que avanzaba a la siguiente ronda se tuvo que decidir mediante un partido de repetición. Tres de estas eliminatorias se decidieron en el segundo partido de repetición y la que enfrentaba al Stoke City y al Bury se decidió tras el cuarto partido repetición, de modo que en total la eliminatoria constó de cinco encuentros.
| Encuentro          | Equipo local           | Resultado | Equipo visitante        | Fecha               | Asistencia | Notas             |
| ------------------ | ---------------------- | --------- | ----------------------- | ------------------- | ---------- | ----------------- |
| 1                  | Blackpool              | 0–2       | York City               | 8 de enero de 1955  | —          | [ 51 ]            |
| 2                  | Bournemouth            | 0–1       | West Bromwich Albion    | 8 de enero de 1955  | —          | [ 52 ]            |
| 3                  | Bury                   | 1–1       | Stoke City              | 8 de enero de 1955  | —          | [ 53 ]            |
| Repetición         | Stoke City             | 1–1       | Bury                    | 12 de enero de 1955 | —          | [ 54 ]            |
| Segunda repetición | Bury                   | 3–3       | Stoke City              | 17 de enero de 1955 | —          | [ nota 2 ] [ 55 ] |
| Tercera repetición | Stoke City             | 2–2       | Bury                    | 19 de enero de 1955 | —          | [ nota 3 ] [ 56 ] |
| Cuarta repetición  | Bury                   | 2–3       | Stoke City              | 24 de enero de 1955 | —          | [ nota 4 ] [ 57 ] |
| 4                  | Rochdale               | 1–3       | Charlton Athletic       | 8 de enero de 1955  | —          | [ 58 ]            |
| 5                  | Watford                | 1–2       | Doncaster Rovers        | 8 de enero de 1955  | —          | [ 59 ]            |
| 6                  | Reading                | 1–1       | Manchester United       | 8 de enero de 1955  | 26 000     | [ 60 ]            |
| Repetición         | Manchester United      | 4–1       | Reading                 | 12 de enero de 1955 | 24 578     | [ 61 ]            |
| 7                  | Blackburn Rovers       | 0–2       | Swansea Town            | 8 de enero de 1955  | —          | [ 62 ]            |
| 8                  | Sheffield Wednesday    | 2–1       | Hastings United         | 8 de enero de 1955  | —          | [ 63 ]            |
| 9                  | Bolton Wanderers       | 3–1       | Millwall                | 8 de enero de 1955  | —          | [ 64 ]            |
| 10                 | Grimsby Town           | 2–5       | Wolverhampton Wanderers | 8 de enero de 1955  | —          | [ 65 ]            |
| 11                 | Middlesbrough          | 1–4       | Notts County            | 8 de enero de 1955  | 30 503     | [ 66 ]            |
| 12                 | Sunderland             | 1–0       | Burnley                 | 8 de enero de 1955  | —          | [ 67 ]            |
| 13                 | Derby County           | 1–3       | Manchester City         | 8 de enero de 1955  | 23 409     | [ 68 ]            |
| 14                 | Lincoln City           | 1–1       | Liverpool               | 8 de enero de 1955  | 15 399     | [ 69 ]            |
| Repetición         | Liverpool              | 1–0       | Lincoln City            | 12 de enero de 1955 | 32 179     | [ 70 ]            |
| 15                 | Luton Town             | 5–0       | Workington              | 8 de enero de 1955  |            |                   |
| 16                 | Everton                | 3–1       | Southend United         | 8 de enero de 1955  | 53 043     | [ 71 ]            |
| 17                 | Sheffield United       | 1–3       | Nottingham Forest       | 8 de enero de 1955  | —          | [ 72 ]            |
| 18                 | Ipswich Town           | 2–2       | Bishop Auckland         | 8 de enero de 1955  | —          | [ 73 ]            |
| Repetición         | Bishop Auckland        | 3–0       | Ipswich Town            | 12 de enero de 1955 | —          | [ 74 ]            |
| 19                 | Fulham                 | 2–3       | Preston North End       | 8 de enero de 1955  | —          | [ 75 ]            |
| 20                 | Brentford              | 1–1       | Bradford City           | 8 de enero de 1955  | —          | [ 76 ]            |
| Repetición         | Bradford City          | 2–2       | Brentford               | 12 de enero de 1955 | —          | [ 77 ]            |
| Segunda repetición | Brentford              | 1–0       | Bradford City           | 20 de enero de 1955 | —          | [ 78 ]            |
| 21                 | Bristol Rovers         | 2–1       | Portsmouth              | 8 de enero de 1955  | —          | [ 79 ]            |
| 22                 | West Ham United        | 2–2       | Port Vale               | 8 de enero de 1955  | 21 000     | [ 80 ]            |
| Repetición         | Port Vale              | 3–1       | West Ham United         | 10 de enero de 1955 | 12 410     | [ 81 ]            |
| 23                 | Brighton & Hove Albion | 2–2       | Aston Villa             | 8 de enero de 1955  | 25 291     | [ 82 ]            |
| Repetición         | Aston Villa            | 4–2       | Brighton & Hove Albion  | 10 de enero de 1955 | 13 609     | [ 83 ]            |
| 24                 | Plymouth Argyle        | 0–1       | Newcastle United        | 8 de enero de 1955  | 28 685     | [ 84 ]            |
| 25                 | Hull City              | 0–2       | Birmingham City         | 8 de enero de 1955  | —          | [ 85 ]            |
| 26                 | Chelsea                | 2–0       | Walsall                 | 8 de enero de 1955  | 40 020     | [ 86 ]            |
| 27                 | Hartlepools United     | 1–1       | Darlington              | 8 de enero de 1955  | —          | [ 87 ]            |
| Repetición         | Darlington             | 2–2       | Hartlepools United      | 12 de enero de 1955 | —          | [ 88 ]            |
| Segunda repetición | Hartlepools United     | 2–0       | Darlington              | 17 de enero de 1955 | —          | [ nota 5 ] [ 89 ] |
| 28                 | Huddersfield Town      | 3–3       | Coventry City           | 8 de enero de 1955  | 31 576     | [ 90 ]            |
| Repetición         | Coventry City          | 1–2       | Huddersfield Town       | 13 de enero de 1955 | 23 716     | [ 91 ]            |
| 29                 | Arsenal                | 1–0       | Cardiff City            | 8 de enero de 1955  | 51 298     | [ 92 ]            |
| 30                 | Leeds United           | 2–2       | Torquay United          | 8 de enero de 1955  | —          | [ 93 ]            |
| Repetición         | Torquay United         | 4–0       | Leeds United            | 12 de enero de 1955 | —          | [ 94 ]            |
| 31                 | Rotherham United       | 1–0       | Leicester City          | 8 de enero de 1955  | 20 428     | [ 95 ]            |
| 32                 | Gateshead              | 0–2       | Tottenham Hotspur       | 8 de enero de 1955  | 18 842     | [ 96 ]            |

### Cuarta ronda
La fecha para los partidos de esta ronda se fijó en el sábado 29 de enero de 1955. No obstante, dos de los encuentros se llevaron a cabo más tarde. Asimismo, las repeticiones de los cuatro partidos que finalizaron en empate se disputaron una semana más tarde. Al igual que en la ronda anterior, para decidir el ganador de una eliminatoria tuvieron que jugarse cuatro encuentros de repetición. Fue el caso de la que enfrentaba al Doncaster Rovers y al Aston Villa. El Doncaster avanzó finalmente a la siguiente ronda gracias a su victoria en el quinto partido.
| Encuentro          | Equipo local            | Resultado | Equipo visitante    | Fecha                 | Asistencia | Notas              |
| ------------------ | ----------------------- | --------- | ------------------- | --------------------- | ---------- | ------------------ |
| 1                  | Preston North End       | 3–3       | Sunderland          | 29 de enero de 1955   | —          | [ 97 ]             |
| Repetición         | Sunderland              | 2–0       | Preston North End   | 2 de febrero de 1955  | —          | [ 98 ]             |
| 2                  | Sheffield Wednesday     | 1–1       | Notts County        | 29 de enero de 1955   | —          | [ 99 ]             |
| Repetición         | Notts County            | 1–0       | Sheffield Wednesday | 3 de febrero de 1955  | —          | [ 100 ]            |
| 3                  | Wolverhampton Wanderers | 1–0       | Arsenal             | 29 de enero de 1955   | 52 857     | [ 101 ]            |
| 4                  | West Bromwich Albion    | 2–4       | Charlton Athletic   | 29 de enero de 1955   | —          | [ 102 ]            |
| 5                  | Everton                 | 0–4       | Liverpool           | 29 de enero de 1955   | 72 000     | [ 103 ]            |
| 6                  | Doncaster Rovers        | 0–0       | Aston Villa         | 29 de enero de 1955   | 27 707     | [ 104 ]            |
| Repetición         | Aston Villa             | 2–2       | Doncaster Rovers    | 2 de febrero de 1955  | 26 872     | [ 105 ]            |
| Segunda repetición | Doncaster Rovers        | 1–1       | Aston Villa         | 7 de febrero de 1955  | 16 366     | [ nota 6 ] [ 106 ] |
| Tercera repetición | Aston Villa             | 0–0       | Doncaster Rovers    | 14 de febrero de 1955 | 15 339     | [ nota 7 ] [ 107 ] |
| Cuarta repetición  | Doncaster Rovers        | 3–1       | Aston Villa         | 15 de febrero de 1955 | 17 155     | [ nota 8 ] [ 108 ] |
| 7                  | Bishop Auckland         | 1–3       | York City           | 29 de enero de 1955   | —          | [ 109 ]            |
| 8                  | Newcastle United        | 3–2       | Brentford           | 29 de enero de 1955   | 46 574     | [ 110 ]            |
| 9                  | Tottenham Hotspur       | 4–2       | Port Vale           | 29 de enero de 1955   | 50 684     | [ 111 ]            |
| 10                 | Manchester City         | 2–0       | Manchester United   | 29 de enero de 1955   | 75 000     | [ 112 ]            |
| 11                 | Bristol Rovers          | 1–3       | Chelsea             | 29 de enero de 1955   | 35 952     | [ 113 ]            |
| 12                 | Hartlepools United      | 1–1       | Nottingham Forest   | 29 de enero de 1955   | —          | [ 114 ]            |
| Repetición         | Nottingham Forest       | 2–1       | Hartlepools United  | 2 de febrero de 1955  | —          | [ 115 ]            |
| 13                 | Swansea Town            | 3–1       | Stoke City          | 29 de enero de 1955   | —          | [ 116 ]            |
| 14                 | Torquay United          | 0–1       | Huddersfield Town   | 29 de enero de 1955   | —          | [ 117 ]            |
| 15                 | Rotherham United        | 1–5       | Luton Town          | 29 de enero de 1955   | —          | [ 118 ]            |
| 16                 | Birmingham City         | 2–1       | Bolton Wanderers    | 29 de enero de 1955   | —          | [ 119 ]            |

### Quinta ronda
Los partidos se disputaron el sábado 19 de febrero de 1955. Una eliminatoria se decidió en el primer encuentro de repetición y tuvo que jugarse un segundo partido de repetición en la que se enfrentaron el Nottingham Forest y el Newcastle United.
| Encuentro          | Equipo local            | Resultado | Equipo visitante  | Fecha                 | Asistencia | Notas               |
| ------------------ | ----------------------- | --------- | ----------------- | --------------------- | ---------- | ------------------- |
| 1                  | Liverpool               | 0–2       | Huddersfield Town | 19 de febrero de 1955 | 57 115     | [ 120 ]             |
| 2                  | Notts County            | 1–0       | Chelsea           | 19 de febrero de 1955 | 41 930     | [ 121 ]             |
| 3                  | Nottingham Forest       | 1–1       | Newcastle United  | 19 de febrero de 1955 | 25 252     | [ 122 ]             |
| Repetición         | Newcastle United        | 2–2       | Nottingham Forest | 28 de febrero de 1955 | 38 573     | [ nota 9 ] [ 123 ]  |
| Segunda repetición | Newcastle United        | 2–1       | Nottingham Forest | 2 de marzo de 1955    | 36 631     | [ nota 10 ] [ 124 ] |
| 4                  | Wolverhampton Wanderers | 4–1       | Charlton Athletic | 19 de febrero de 1955 | —          | [ 125 ]             |
| 5                  | Luton Town              | 0–2       | Manchester City   | 19 de febrero de 1955 | —          | [ 126 ]             |
| 6                  | Swansea Town            | 2–2       | Sunderland        | 19 de febrero de 1955 | —          | [ 127 ]             |
| Repetición         | Sunderland              | 1–0       | Swansea Town      | 23 de febrero de 1955 | —          | [ 128 ]             |
| 7                  | York City               | 3–1       | Tottenham Hotspur | 19 de febrero de 1955 | 21 000     | [ 129 ]             |
| 8                  | Birmingham City         | 2–1       | Doncaster Rovers  | 19 de febrero de 1955 | —          | [ 130 ]             |

### Sexta ronda
Los partidos de la sexta ronda se llevaron a cabo el sábado 12 de marzo de 1955. El Newcastle United avanzó a las semifinales tras superar al Huddersfield Town en el primer encuentro de repetición.
| Encuentro  | Equipo local      | Resultado | Equipo visitante        | Fecha               | Asistencia | Notas   |
| ---------- | ----------------- | --------- | ----------------------- | ------------------- | ---------- | ------- |
| 1          | Notts County      | 0–1       | York City               | 12 de marzo de 1955 | —          | [ 131 ] |
| 2          | Sunderland        | 2–0       | Wolverhampton Wanderers | 12 de marzo de 1955 | —          | [ 132 ] |
| 3          | Huddersfield Town | 1–1       | Newcastle United        | 12 de marzo de 1955 | 55 000     | [ 133 ] |
| Repetición | Newcastle United  | 2–0       | Huddersfield Town       | 16 de marzo de 1955 | 52 449     | [ 134 ] |
| 4          | Birmingham City   | 0–1       | Manchester City         | 12 de marzo de 1955 | —          | [ 135 ] |

### Semifinales
Los partidos de semifinales se jugaron el sábado 26 de marzo de 1955. El Newcastle United y el York City tuvieron que disputar un segundo encuentro, en el que se impuso el Newcastle. En consecuencia, los conjuntos que participarían en la final del campeonato serían el Manchester City y el Newcastle United.
| 26 de marzo de 1955 | Newcastle United | 1 - 1   | York City | Hillsborough, Sheffield         |                                 |
|                     | Keeble           | Reporte | Anotado   | Asistencia: 65 000 espectadores | Asistencia: 65 000 espectadores |

| 26 de marzo de 1955 | Manchester City | 1 - 0   | Sunderland | Villa Park, Birmingham          |                                 |
|                     | Anotado         | Reporte |            | Asistencia: 58 498 espectadores | Asistencia: 58 498 espectadores |

#### Repetición
| 30 de marzo de 1955 | York City | 0 - 2   | Newcastle United  | Roker Park, Sunderland          |                                 |
|                     |           | Reporte | Anotado · Anotado | Asistencia: 59 239 espectadores | Asistencia: 59 239 espectadores |

### Final
| 7 de mayo de 1955 | Newcastle United            | 3 - 1   | Manchester City | Wembley, Londres                                            |                                                             |
|                   | Milburn · Mitchell · Hannah | Reporte | Johnstone       | Asistencia: 100 000 espectadores Árbitro(s): Reginald Leafe | Asistencia: 100 000 espectadores Árbitro(s): Reginald Leafe |

### Citas
1. ↑  «Barnet v Southampton, 20 November 1954» (en inglés). 11v11. Consultado el 6 de mayo de 2014.
2. ↑  «Bristol City v Southend United, 20 November 1954» (en inglés). 11v11. Consultado el 6 de mayo de 2014.
3. ↑  «Reading v Colchester United, 20 November 1954» (en inglés). 11v11. Consultado el 7 de mayo de 2014.
4. ↑  «Colchester United v Reading, 25 November 1954» (en inglés). 11v11. Consultado el 7 de mayo de 2014.
5. ↑  «Walsall v Shrewsbury Town, 20 November 1954» (en inglés). 11v11. Consultado el 6 de mayo de 2014.
6. ↑  «Gillingham v Newport County, 20 November 1954» (en inglés). 11v11. Consultado el 7 de mayo de 2014.
7. ↑  «Swindon Town v Crystal Palace, 20 November 1954» (en inglés). 11v11. Consultado el 7 de mayo de 2014.
8. ↑  «Tranmere Rovers v Rochdale, 20 November 1954» (en inglés). 11v11. Consultado el 7 de mayo de 2014.
9. ↑  «Rochdale v Tranmere Rovers, 23 November 1954» (en inglés). 11v11. Consultado el 7 de mayo de 2014.
10. ↑  «Stockport County v Carlisle United, 20 November 1954» (en inglés). 11v11. Consultado el 7 de mayo de 2014.
11. ↑  «Queens Park Rangers v Walthamstow Avenue, 20 November 1954» (en inglés). 11v11. Consultado el 7 de mayo de 2014.
12. ↑  «Walthamstow Avenue v Queens Park Rangers, 25 November 1954» (en inglés). 11v11. Consultado el 7 de mayo de 2014.
13. ↑  «Queens Park Rangers v Walthamstow Avenue, 29 November 1954» (en inglés). 11v11. Consultado el 7 de mayo de 2014.
14. ↑  «Barnsley v Wigan Athletic, 20 November 1954» (en inglés). 11v11. Consultado el 6 de mayo de 2014.
15. ↑  «Brentford v Nuneaton Borough, 20 November 1954» (en inglés). 11v11. Consultado el 6 de mayo de 2014.
16. ↑  «Northampton Town v Coventry City, 20 November 1954» (en inglés). 11v11. Consultado el 6 de mayo de 2014.
17. ↑  «Brighton and Hove Albion v Tunbridge Wells Rangers, 20 November 1954» (en inglés). 11v11. Consultado el 6 de mayo de 2014.
18. ↑  «Norwich City v Headington United, 20 November 1954» (en inglés). 11v11. Consultado el 7 de mayo de 2014.
19. ↑  «Bradford City v Mansfield Town, 20 November 1954» (en inglés). 11v11. Consultado el 6 de mayo de 2014.
20. ↑  «Millwall v Exeter City, 20 November 1954» (en inglés). 11v11. Consultado el 7 de mayo de 2014.
21. ↑  «Oldham Athletic v Crewe Alexandra, 20 November 1954» (en inglés). 11v11. Consultado el 7 de mayo de 2014.
22. ↑  «Frome Town v Leyton Orient, 20 November 1954» (en inglés). 11v11. Consultado el 7 de mayo de 2014.
23. ↑  «Hartlepools United v Chesterfield, 20 November 1954» (en inglés). 11v11. Consultado el 6 de mayo de 2014.
24. ↑  «Torquay United v Cambridge United, 20 November 1954» (en inglés). 11v11. Consultado el 6 de mayo de 2014.
25. ↑  «York City v Scarborough, 20 November 1954» (en inglés). 11v11. Consultado el 5 de mayo de 2014.
26. ↑  «Horden Colliery Welfare v Scunthorpe United, 20 November 1954» (en inglés). 11v11. Consultado el 7 de mayo de 2014.
27. ↑  «Barnstaple Town v Bournemouth and Boscombe Athletic, 20 November 1954» (en inglés). 11v11. Consultado el 7 de mayo de 2014.
28. ↑  «Corby Town v Watford, 20 November 1954» (en inglés). 11v11. Consultado el 6 de mayo de 2014.
29. ↑  «Bournemouth and Boscombe Athletic v Oldham Athletic, 11 December 1954» (en inglés). 11v11. Consultado el 7 de mayo de 2014.
30. ↑  «Dorchester Town v York City, 11 December 1954» (en inglés). 11v11. Consultado el 5 de mayo de 2014.
31. ↑  «Rochdale v Hinckley Athletic, 11 December 1954» (en inglés). 11v11. Consultado el 7 de mayo de 2014.
32. ↑  «Gillingham v Reading, 11 December 1954» (en inglés). 11v11. Consultado el 7 de mayo de 2014.
33. ↑  «Reading v Gillingham, 13 December 1954» (en inglés). 11v11. Consultado el 7 de mayo de 2014.
34. ↑  «Grimsby Town v Southampton, 11 December 1954» (en inglés). 11v11. Consultado el 6 de mayo de 2014.
35. ↑  «Wrexham v Walsall, 11 December 1954» (en inglés). 11v11. Consultado el 6 de mayo de 2014.
36. ↑  «Brentford v Crook Town, 11 December 1954» (en inglés). 11v11. Consultado el 6 de mayo de 2014.
37. ↑  «Coventry City v Scunthorpe United, 11 December 1954» (en inglés). 11v11. Consultado el 6 de mayo de 2014.
38. ↑  «Norwich City v Brighton and Hove Albion, 11 December 1954» (en inglés). 11v11. Consultado el 6 de mayo de 2014.
39. ↑  «Brighton and Hove Albion v Norwich City, 15 December 1954» (en inglés). 11v11. Consultado el 6 de mayo de 2014.
40. ↑  «Bradford City v Merthyr Tydfil, 11 December 1954» (en inglés). 11v11. Consultado el 6 de mayo de 2014.
41. ↑  «Millwall v Accrington Stanley, 11 December 1954» (en inglés). 11v11. Consultado el 7 de mayo de 2014.
42. ↑  «Carlisle United v Watford, 11 December 1954» (en inglés). 11v11. Consultado el 6 de mayo de 2014.
43. ↑  «Watford v Carlisle United, 15 December 1954» (en inglés). 11v11. Consultado el 6 de mayo de 2014.
44. ↑  «Crystal Palace v Bishop Auckland, 11 December 1954» (en inglés). 11v11. Consultado el 7 de mayo de 2014.
45. ↑  «Bradford Park Avenue v Southend United, 11 December 1954» (en inglés). 11v11. Consultado el 6 de mayo de 2014.
46. ↑  «Hartlepools United v Aldershot, 11 December 1954» (en inglés). 11v11. Consultado el 6 de mayo de 2014.
47. ↑  «Blyth Spartans v Torquay United, 11 December 1954» (en inglés). 11v11. Consultado el 6 de mayo de 2014.
48. ↑  «Gateshead AFC v Barnsley, 11 December 1954» (en inglés). 11v11. Consultado el 6 de mayo de 2014.
49. ↑  «Barnsley v Gateshead AFC, 16 December 1954» (en inglés). 11v11. Consultado el 6 de mayo de 2014.
50. ↑  «Leyton Orient v Workington, 11 December 1954» (en inglés). 11v11. Consultado el 7 de mayo de 2014.
51. ↑  «Blackpool v York City, 08 January 1955» (en inglés). 11v11. Consultado el 5 de mayo de 2014.
52. ↑  «Bournemouth and Boscombe Athletic v West Bromwich Albion, 08 January 1955» (en inglés). 11v11. Consultado el 6 de mayo de 2014.
53. ↑  «Bury v Stoke City, 08 January 1955» (en inglés). 11v11. Consultado el 5 de mayo de 2014.
54. ↑  «Stoke City v Bury, 12 January 1955» (en inglés). 11v11. Consultado el 5 de mayo de 2014.
55. ↑  «Bury v Stoke City, 17 January 1955» (en inglés). 11v11. Consultado el 5 de mayo de 2014.
56. ↑  «Stoke City v Bury, 19 January 1955» (en inglés). 11v11. Consultado el 5 de mayo de 2014.
57. ↑  «Bury v Stoke City, 24 January 1955» (en inglés). 11v11. Consultado el 5 de mayo de 2014.
58. ↑  «Rochdale v Charlton Athletic, 08 January 1955» (en inglés). 11v11. Consultado el 6 de mayo de 2014.
59. ↑  «Watford v Doncaster Rovers, 08 January 1955» (en inglés). 11v11. Consultado el 6 de mayo de 2014.
60. ↑  «Reading v Manchester United, 08 January 1955» (en inglés). 11v11. Consultado el 6 de mayo de 2014.
61. ↑  «Manchester United v Reading, 12 January 1955» (en inglés). 11v11. Consultado el 6 de mayo de 2014.
62. ↑  «Blackburn Rovers v Swansea Town, 08 January 1955» (en inglés). 11v11. Consultado el 7 de mayo de 2014.
63. ↑  «Sheffield Wednesday v Hastings United, 08 January 1955» (en inglés). 11v11. Consultado el 6 de mayo de 2014.
64. ↑  «Bolton Wanderers v Millwall, 08 January 1955» (en inglés). 11v11. Consultado el 5 de mayo de 2014.
65. ↑  «Grimsby Town v Wolverhampton Wanderers, 08 January 1955» (en inglés). 11v11. Consultado el 5 de mayo de 2014.
66. ↑  «Middlesbrough v Notts County, 08 January 1955» (en inglés). 11v11. Consultado el 5 de mayo de 2014.
67. ↑  «Sunderland v Burnley, 08 January 1955» (en inglés). 11v11. Consultado el 5 de mayo de 2014.
68. ↑  «Derby County v Manchester City, 08 January 1955» (en inglés). 11v11. Consultado el 5 de mayo de 2014.
69. ↑  «Lincoln City v Liverpool, 08 January 1955» (en inglés). 11v11. Consultado el 5 de mayo de 2014.
70. ↑  «Liverpool v Lincoln City, 12 January 1955» (en inglés). 11v11. Consultado el 5 de mayo de 2014.
71. ↑  «Everton v Southend United, 08 January 1955» (en inglés). 11v11. Consultado el 6 de mayo de 2014.
72. ↑  «Sheffield United v Nottingham Forest, 08 January 1955» (en inglés). 11v11. Consultado el 5 de mayo de 2014.
73. ↑  «Ipswich Town v Bishop Auckland, 08 January 1955» (en inglés). 11v11. Consultado el 6 de mayo de 2014.
74. ↑  «Bishop Auckland v Ipswich Town, 12 January 1955» (en inglés). 11v11. Consultado el 6 de mayo de 2014.
75. ↑  «Fulham v Preston North End, 08 January 1955» (en inglés). 11v11. Consultado el 6 de mayo de 2014.
76. ↑  «Brentford v Bradford City, 08 January 1955» (en inglés). 11v11. Consultado el 6 de mayo de 2014.
77. ↑  «Bradford City v Brentford, 12 January 1955» (en inglés). 11v11. Consultado el 6 de mayo de 2014.
78. ↑  «Brentford v Bradford City, 20 January 1955» (en inglés). 11v11. Consultado el 6 de mayo de 2014.
79. ↑  «Bristol Rovers v Portsmouth, 08 January 1955» (en inglés). 11v11. Consultado el 5 de mayo de 2014.
80. ↑  «West Ham United v Port Vale, 08 January 1955» (en inglés). 11v11. Consultado el 6 de mayo de 2014.
81. ↑  «Port Vale v West Ham United, 10 January 1955» (en inglés). 11v11.
82. ↑  «Brighton and Hove Albion v Aston Villa, 08 January 1955» (en inglés). 11v11. Consultado el 6 de mayo de 2014.
83. ↑  «Aston Villa v Brighton and Hove Albion, 10 January 1955» (en inglés). 11v11.
84. ↑  «Plymouth Argyle v Newcastle United, 08 January 1955» (en inglés). 11v11. Consultado el 5 de mayo de 2014.
85. ↑  «Hull City v Birmingham City, 08 January 1955» (en inglés). 11v11. Consultado el 5 de mayo de 2014.
86. ↑  «Chelsea v Walsall, 08 January 1955» (en inglés). 11v11. Consultado el 6 de mayo de 2014.
87. ↑  «Hartlepools United v Darlington, 08 January 1955» (en inglés). 11v11. Consultado el 6 de mayo de 2014.
88. ↑  «Darlington v Hartlepools United, 12 January 1955» (en inglés). 11v11. Consultado el 6 de mayo de 2014.
89. ↑  «Hartlepools United v Darlington, 17 January 1955» (en inglés). 11v11. Consultado el 6 de mayo de 2014.
90. ↑  «Huddersfield Town v Coventry City, 08 January 1955» (en inglés). 11v11. Consultado el 5 de mayo de 2014.
91. ↑  «Coventry City v Huddersfield Town, 13 January 1955» (en inglés). 11v11. Consultado el 5 de mayo de 2014.
92. ↑  «Arsenal v Cardiff City, 08 January 1955» (en inglés). 11v11. Consultado el 6 de mayo de 2014.
93. ↑  «Leeds United v Torquay United, 08 January 1955» (en inglés). 11v11. Consultado el 6 de mayo de 2014.
94. ↑  «Torquay United v Leeds United, 12 January 1955» (en inglés). 11v11. Consultado el 6 de mayo de 2014.
95. ↑  «Rotherham United v Leicester City, 08 January 1955» (en inglés). 11v11. Consultado el 5 de mayo de 2014.
96. ↑  «Gateshead AFC v Tottenham Hotspur, 08 January 1955» (en inglés). 11v11. Consultado el 5 de mayo de 2014.
97. ↑  «Preston North End v Sunderland, 29 January 1955» (en inglés). 11v11. Consultado el 5 de mayo de 2014.
98. ↑  «Sunderland v Preston North End, 02 February 1955» (en inglés). 11v11. Consultado el 5 de mayo de 2014.
99. ↑  «Sheffield Wednesday v Notts County, 29 January 1955» (en inglés). 11v11. Consultado el 5 de mayo de 2014.
100. ↑  «Notts County v Sheffield Wednesday, 03 February 1955» (en inglés). 11v11. Consultado el 5 de mayo de 2014.
101. ↑  «Wolverhampton Wanderers v Arsenal, 29 January 1955» (en inglés). 11v11. Consultado el 5 de mayo de 2014.
102. ↑  «West Bromwich Albion v Charlton Athletic, 29 January 1955» (en inglés). 11v11. Consultado el 6 de mayo de 2014.
103. ↑  «Everton v Liverpool, 29 January 1955» (en inglés). 11v11. Consultado el 5 de mayo de 2014.
104. ↑  «Doncaster Rovers v Aston Villa, 29 January 1955» (en inglés). 11v11. Consultado el 6 de mayo de 2014.
105. ↑  «Aston Villa v Doncaster Rovers, 02 February 1955» (en inglés). 11v11. Consultado el 6 de mayo de 2014.
106. ↑  «Doncaster Rovers v Aston Villa, 07 February 1955» (en inglés). 11v11. Consultado el 6 de mayo de 2014.
107. ↑  «Aston Villa v Doncaster Rovers, 14 February 1955» (en inglés). 11v11. Consultado el 6 de mayo de 2014.
108. ↑  «Doncaster Rovers v Aston Villa, 15 February 1955» (en inglés). 11v11. Consultado el 6 de mayo de 2014.
109. ↑  «Bishop Auckland v York City, 29 January 1955» (en inglés). 11v11. Consultado el 5 de mayo de 2014.
110. ↑  «Newcastle United v Brentford, 29 January 1955» (en inglés). 11v11. Consultado el 5 de mayo de 2014.
111. ↑  «Tottenham Hotspur v Port Vale, 29 January 1955» (en inglés). 11v11. Consultado el 5 de mayo de 2014.
112. ↑  «Manchester City v Manchester United, 29 January 1955» (en inglés). 11v11. Consultado el 5 de mayo de 2014.
113. ↑  «Bristol Rovers v Chelsea, 29 January 1955» (en inglés). 11v11. Consultado el 5 de mayo de 2014.
114. ↑  «Hartlepools United v Nottingham Forest, 29 January 1955» (en inglés). 11v11. Consultado el 5 de mayo de 2014.
115. ↑  «Nottingham Forest v Hartlepools United, 02 February 1955» (en inglés). 11v11. Consultado el 5 de mayo de 2014.
116. ↑  «Swansea Town v Stoke City, 29 January 1955» (en inglés). 11v11. Consultado el 5 de mayo de 2014.
117. ↑  «Torquay United v Huddersfield Town, 29 January 1955» (en inglés). 11v11. Consultado el 5 de mayo de 2014.
118. ↑  «Rotherham United v Luton Town, 29 January 1955» (en inglés). 11v11. Consultado el 5 de mayo de 2014.
119. ↑  «Birmingham City v Bolton Wanderers, 29 January 1955» (en inglés). 11v11. Consultado el 5 de mayo de 2014.
120. ↑  «Liverpool v Huddersfield Town, 19 February 1955» (en inglés). 11v11. Consultado el 5 de mayo de 2014.
121. ↑  «Notts County v Chelsea, 19 February 1955» (en inglés). 11v11. Consultado el 5 de mayo de 2014.
122. ↑  «Nottingham Forest v Newcastle United, 19 February 1955» (en inglés). 11v11. Consultado el 5 de mayo de 2014.
123. ↑  «Newcastle United v Nottingham Forest, 28 February 1955» (en inglés). 11v11. Consultado el 5 de mayo de 2014.
124. ↑  «Newcastle United v Nottingham Forest, 02 March 1955» (en inglés). 11v11. Consultado el 5 de mayo de 2014.
125. ↑  «Wolverhampton Wanderers v Charlton Athletic, 19 February 1955» (en inglés). 11v11. Consultado el 5 de mayo de 2014.
126. ↑  «Luton Town v Manchester City, 19 February 1955» (en inglés). 11v11. Consultado el 5 de mayo de 2014.
127. ↑  «Swansea Town v Sunderland, 19 February 1955» (en inglés). 11v11. Consultado el 5 de mayo de 2014.
128. ↑  «Sunderland v Swansea Town, 23 February 1955» (en inglés). 11v11. Consultado el 5 de mayo de 2014.
129. ↑  «York City v Tottenham Hotspur, 19 February 1955» (en inglés). 11v11. Consultado el 5 de mayo de 2014.
130. ↑  «Birmingham City v Doncaster Rovers, 19 February 1955» (en inglés). 11v11. Consultado el 5 de mayo de 2014.
131. ↑  «Notts County v York City, 12 March 1955» (en inglés). 11v11. Consultado el 5 de mayo de 2014.
132. ↑  «Sunderland v Wolverhampton Wanderers, 12 March 1955» (en inglés). 11v11. Consultado el 5 de mayo de 2014.
133. ↑  «Huddersfield Town v Newcastle United, 12 March 1955» (en inglés). 11v11. Consultado el 5 de mayo de 2014.
134. ↑  «Newcastle United v Huddersfield Town, 16 March 1955» (en inglés). 11v11. Consultado el 5 de mayo de 2014.
135. ↑  «Birmingham City v Manchester City, 12 March 1955» (en inglés). 11v11. Consultado el 5 de mayo de 2014.